# 신비의 법
신비의 법(일본어: 神秘の法 신피노호[*])은 행복의 과학 그룹 설립자 겸 총재 오카와 류호가 쓴 행복의 과학의 경전이다. 책 부제는 차원의 벽을 넘어(일본어: 次元の壁を超えて). 2005년 발간되어 행복의 과학의 2005년 이후의 활동의 정신적 지주가되고, 인간 사회를 진보 발전시키는 사상으로 하고 있다. 법 시리즈 제 10권째이다. 2005년 연간 베스트셀러 종합 8위하였다. 2005년 4월 만화화되어 영 부다!에 연재되었으며, 2012년 10월 6일에는 애니메이션 영화화되어 개봉하였다.